# Anna Botsford Comstock
Anna Botsford Comstock (født 1. september, 1854, død 24. august 1930) var en amerikansk kunster, underviser, konservator og en leder indenfor naturstudier.
Comstock blev født i Otto, New York af forældrene Marvin og Phebe Botsford. Hun voksede op på forældrenes gård hvor hun sammen med sin mor nærstuderede blomsterne, bierne og træerne i deres omgivelser.
Hun blev optaget på Cornell Universitet i 1874, men opgav studierne i moderne sprog og literatur efter to år. I 1878 blev hun gift med John Henry Comstock, en entomytolog fra Cornell Universitet og arbejdede som hans assistent. Hun blev interesseret i insektillustration og tegnede til hans forelæsninger og publikationer.
I 1885 søgte hun om at blive genoptaget på Cornell Universitet for at studere naturhistorie. Efterfølgende studerede hun også trægravering for at arbejde videre med hendes illustrationer.
I 1888 blev hun som en af de første fire kvinder optaget i Sigma Xi, en amerikansk æresamfund indenfor videnskab. Hendes graveringer blev brugt i en lang række af hendes mands udgivelser og blev udstillet og prisgivet.
Comstock var specielt interesseret i illustrationer til brug i undervisning og underviste selv i naturstudier på Cornell fra 1897. Hun var redaktør på Nature-Study Review fra 1917-1923.